# Filip Estudita
Filip Estudita (en llatí Philippus Studita, en grec Φίλιππος) va ser un escriptor grec que va escriure una Història de Grècia segons s'esmenta al Catalogi librorum manuscriptorum Angliae et Hiberniae, vol. I, p. 269. No apareix mencionat en cap altre lloc i se sospita que podria ser una obra de Filip de Side i que la Història de Grècia seria realment la Història Cristiana d'aquest altre autor, que s'anomenaria graeca, no per tractar temes grecs, sinó per estar escrita en aquesta llengua. El seu nom derivaria del monestir d'Estúdion.